# Poeciloneta fructuosa
Poeciloneta fructuosa är en spindelart som först beskrevs av Eugen von Keyserling 1886.  Poeciloneta fructuosa ingår i släktet Poeciloneta och familjen täckvävarspindlar. Inga underarter finns listade i Catalogue of Life.